# Edmund Archibald Osborne
Edmund Archibald Osborne CB DSO, britanski general, * 1885, † 1969.